# فیلیپ تورپیتز
فیلیپ تورپیتز (انگلیسی: Philip Türpitz؛ زادهٔ ۲۳ اوت ۱۹۹۱) بازیکن فوتبال اهل آلمان است.
از باشگاه‌هایی که در آن بازی کرده‌است می‌توان به باشگاه فوتبال کمنیتس اشاره کرد.